# Lavapiés

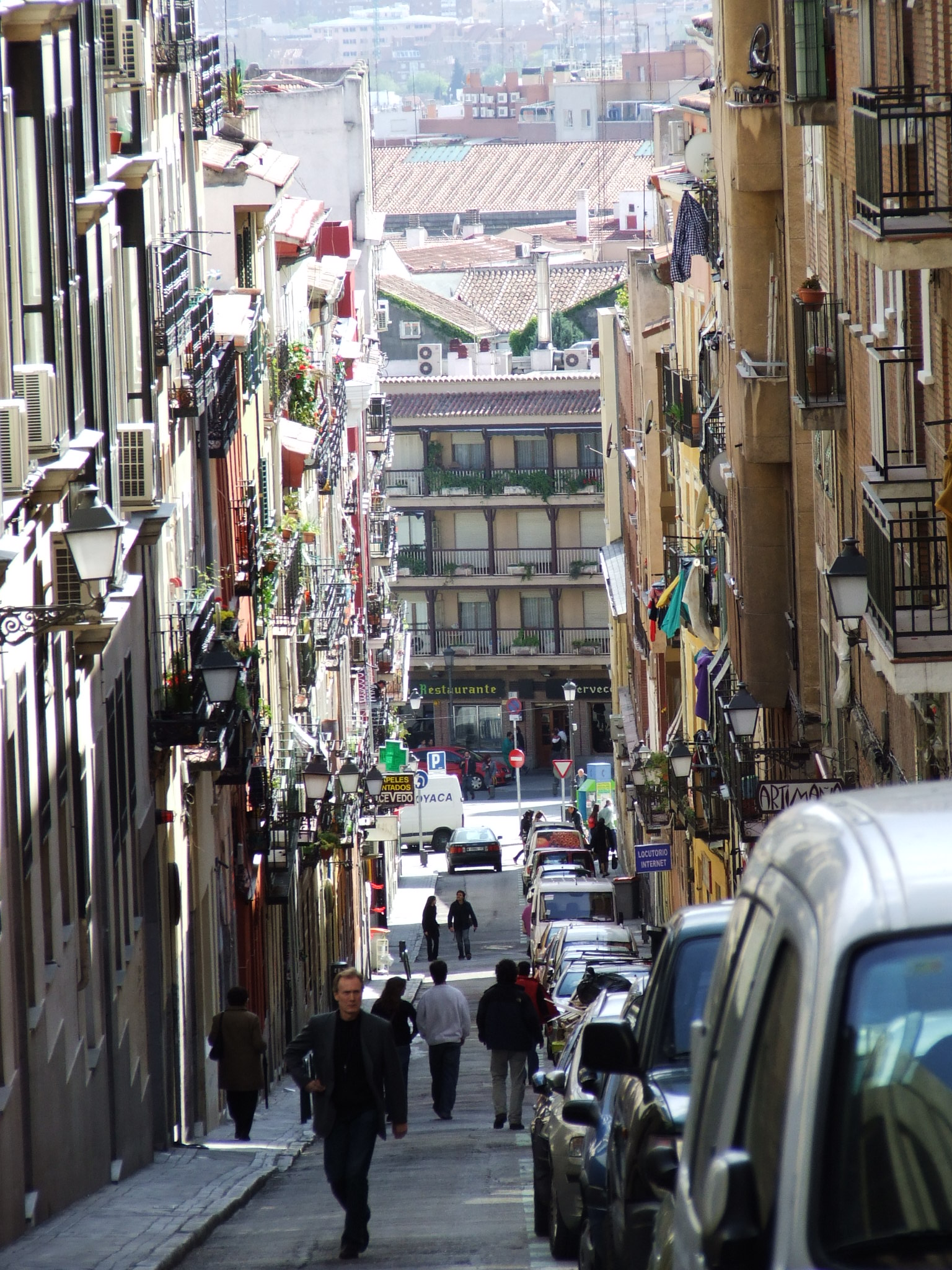
Calle Zurita, nel quartiere di Lavapiés

Lavapiès è una piazza di Madrid situata nel quartiere di "Embajadores" e nel distretto di Centro. Ha dato il nome anche ad una via e a una stazione della metropolitana di Madrid.
È famosa per essere la "zona vecchia" della città e, oggi, per la presenza di una consistente comunità di immigrati. Anticamente abitato dagli ebrei, deve il suo nome a un'antica fonte (situata nell'omonima piazza), che serviva per il rituale atto di lavarsi i piedi prima di accedere al luogo di culto.